# Acrophyma
Acrophyma (лат.) — род клопов из семейства древесных щитников. Эндемик Южной Америки (Аргентина, Чили).

## Описание
Длина тела около 1 см. От близких родов отличается следующими признаками: плечевые углы не выходят за пределы оснований надкрылий; боковые края переднеспинки не листовидные; параклипеи на уровне антеклипеуса, не выходят за его пределы; 1-й усиковый сегмент выходит за дистальный конец антеклипеуса; 1-й усиковый сегмент выступает за дистальный конец антеклипеуса; костальный край передних крыльев не горбатый спереди; отверстие-носик обонятельной железы короткое, достигает одной трети ширины метаплевры; параклипеи не выходят за пределы переднего конца антеклипеуса; стернальный киль обычно отсутствует или слабо развит. Антенны 5-члениковые. Лапки состоят из двух сегментов. Щитик треугольный и достигает середины брюшка, голени без шипов.
В 2009 году (Faúndez, 2009) в результате ревизованной синонимии в составе рода осталось только два вида.
- Acrophyma bicallosa (Stål, 1872)
  - =Graziacrophyma bicallosa (Stal, 1872)
  - =Sinopla bicallosus Stål, 1872
- Acrophyma cumingii (Westwood, 1837)[8]
  - =Pentatoma cumingii Westwood, 1837
  - =Acrophyma impluviata (Blanchard, 1852)[9]
  - =Ditomotarsus cumingii (Westwood, 1837)
  - =Acrophyma frigidula Bergroth, 1917[10]
  - =Ditomotarsus impluviatus Blanchard, 1852